# Takahiro Masukawa
Takahiro Masukawa (japanisch 増川 隆洋 Masukawa Takahiro; * 8. November 1979 in der Präfektur Hyōgo) ist ein ehemaliger japanischer Fußballspieler.

## Karriere
Masukawa erlernte das Fußballspielen in der Schulmannschaft der Kotogaoka High School und der Universitätsmannschaft der Osaka University of Commerce. Seinen ersten Vertrag unterschrieb er 2003 bei den Avispa Fukuoka. Der Verein spielte in der zweithöchsten Liga des Landes, der J2 League. Für den Verein absolvierte er 54 Ligaspiele. 2005 wechselte er zum Erstligisten Nagoya Grampus. Mit dem Verein wurde er 2010 japanischer Meister. Für den Verein absolvierte er 240 Erstligaspiele. 2014 wechselte er zum Ligakonkurrenten Vissel Kōbe. Für den Verein absolvierte er 48 Erstligaspiele. 2016 wechselte er zum Zweitligisten Hokkaido Consadole Sapporo. 2016 wurde er mit dem Verein Meister der J2 League und stieg in die J1 League auf. Für den Verein absolvierte er 34 Ligaspiele. 200 wechselte er zum Zweitligisten Kyoto Sanga FC. Für den Verein absolvierte er 23 Ligaspiele. Ende 2019 beendete er seine Karriere als Fußballspieler.

## Erfolge
Nagoya Grampus
- J1 League

Meister: 2010
Vizemeister: 2011
- Kaiserpokal

Finalist: 2009
- Japanischer Supercup: 2011